# Standseilbahn Tsukuba
| Talstation Miyawaki |                       |                           |            |
| Streckenlänge: | 1,634 km              |                           |            |
| Spurweite: | 1067 mm (Kapspur)     |                           |            |
| Maximale Neigung: | 358 ‰                 |                           |            |
| |                       |                           |            |
| Höhenunterschied: | 495 m                 |                           |            |
| Gesellschaft: | Tsukuba Kankō Tetsudō |                           |            |
| \| \| 0,000 \| Miyawaki (宮脇) \| 305 m T.P. \| \| \| \| \| \| \| \| 0,8 \| Ausweiche \| 535 m T.P. \| \| \| \| \| \| \| \| 1,634 \| Tsukuba-sanchō (筑波山頂) \| 795 m T.P. \| |                       |                           |            |
| Haltepunkt / Haltestelle Streckenanfang | 0,000                 | Miyawaki (宮脇)           | 305 m T.P. |
| Strecke |                       |                           |            |
| | 0,8                   | Ausweiche                 | 535 m T.P. |
| Tunnel |                       |                           |            |
| Haltepunkt / Haltestelle Streckenende | 1,634                 | Tsukuba-sanchō (筑波山頂) | 795 m T.P. |

Die Standseilbahn Tsukuba (jap. 筑波山ケーブルカー, Tsukubasan Kēburukā; engl. Tsukuba Cable Car) ist eine Standseilbahn in Japan. Sie befindet sich auf dem Gebiet der Stadt Tsukuba in der Präfektur Ibaraki und erschließt den Berg Tsukuba. Betrieben wird sie von der Tsukuba Kankō Tetsudō, einer Tochtergesellschaft der Keisei Dentetsu. 

## Beschreibung
Die Talstation Miyawaki (宮脇) befindet sich nahe der nördlichen Stadtgrenze hinter dem Tsukubasan-jinja, einem über tausend Jahre alten Shintō-Schrein. Von dort aus führt die eingleisige kapspurige Strecke zunächst geradlinig und in der zweiten Streckenhälfte in einer Kurve von annähernd 90° hinauf nach Tsukuba-sanchō (筑波山頂). Nach dem Passieren der Ausweiche in der Streckenmitte, die über eine Abtsche Weiche verfügt, durchquert die Strecke in einem kurzen Tunnel eine Gabbro-Felsformation. Die Bergstation steht etwas östlich des Nantai-san, dem westlichen Gipfel des Tsukuba.
Auf einer Länge von 1,634 km überwindet die Standseilbahn eine Höhendifferenz von 490 m, wobei die maximale Neigung 358 ‰ beträgt. Um die empfindlichen Messungen der benachbarten geomagnetischen Station der Japan Meteorological Agency nicht zu beeinträchtigen, erfolgt die Stromzufuhr nicht über eine Oberleitung. Stattdessen verfügen beide Wagen (Kapazität: je 106 Personen) über einen Akku-Motor. Die Bahn verkehrt täglich alle 20 Minuten zwischen 9:00 Uhr und 17:00 Uhr, wobei eine Fahrt acht Minuten dauert. Vom Bahnhof Tsukuba aus ist die Talstation über eine Buslinie erreichbar. Von der Bergstation führt ein 15-minütiger Spaziergang zur Tsukuba-Luftseilbahn.

## Geschichte
Die im April 1923 gegründete Tsukuba Tozan Tetsudō (筑波登山鉄道, dt. „Tsukuba-Bergbahn“) nahm den Betrieb nach zweijähriger Bauzeit am 12. Oktober 1925 auf. Um die Rationierungsmaßnahmen während des Zweiten Weltkriegs zu unterstützen, stufte die Regierung die Standseilbahn als „nicht dringlich“ ein und ordnete am 11. Februar 1944 ihre Stilllegung an. Die Schienen wurden abmontiert und der daraus gewonnene Stahl ging in die Kriegswirtschaft. Im August 1952 erhielt die Gesellschaft erneut eine Betriebslizenz und der Betrieb konnte am 3. November 1954 nach zehnjähriger Unterbrechung wiederaufgenommen werden. Am 1. Oktober 1999 fusionierte die Tsukuba Tozan Tetsudō mit dem Betreiber der benachbarten Luftseilbahn und änderte ihren Namen in Tsukuba Kankō Tetsudō.